# Glaphyrosoma bruneri
Glaphyrosoma bruneri is een rechtvleugelig insect uit de familie Anostostomatidae. De wetenschappelijke naam van deze soort is voor het eerst geldig gepubliceerd in 1912 door Cockerell.